# Alkanna tinctoria
Alkanna tinctoria, também conhecida como soagem-dos-tintureiros é uma planta da família da borragem cujas raízes são utilizadas como um corante vermelho. A planta também é conhecida como orchanet, buglossa espanhol ou Languedoc buglossa. É nativa da região do Mediterrâneo.